# Steny Hoyer
Steny Hamilton Hoyer (ur. 14 czerwca 1939 w Nowym Jorku) – amerykański polityk pochodzenia duńskiego, działacz Partii Demokratycznej, który od 1981 reprezentuje 5. okręg stanu Maryland w Izbie Reprezentantów. Wcześniej był m.in. przewodniczącym stanowego Senatu Marylandu (1975–1978).
W latach 2003–2007 whip (zastępca lidera i rzecznik dyscyplinarny) mniejszości demokratycznej. Wybrany w 2006 na stanowisko lidera nowej większości demokratycznej stosunkiem głosów 149-86 wobec swego oponenta, kongresmena z Pensylwanii Johna Murthy, którego poparła nowa spiker Nancy Pelosi, za której rywala uchodzi Hoyer.
W styczniu 2011 roku po przegranych dla demokratów wyborach liderem większości został Eric Cantor z ramienia Republikanów.
28 listopada 2018 r. Hoyer został wybrany na stanowisko lidera większości w Izbie Reprezentantów. Pełnił tę funkcję do 3 stycznia 2023 r.